# 2009 en Saskatchewan
Chronologie de la Saskatchewan
- 2005
- 2006
- 2007
- 2008
- 2009
- 2010
- 2011
- 2012
- 2013

Cette page concerne des événements d'actualité qui se sont produits durant l'année 2009 dans la province canadienne de la Saskatchewan.

## Politique
- Premier ministre : Brad Wall
- Chef de l'Opposition :
- Lieutenant-gouverneur : Gordon Barnhart
- Législature :

## Décès
- 29 juin : Dave Batters, B.A. (né le 12 juillet 1969 à Estevan et mort à Regina) était un homme politique canadien. Il était député à la Chambre des communes du Canada, représentant la circonscription saskatchewanaise de Palliser à partir de  2004 sous la bannière du Parti conservateur du Canada. Il ne s'est pas représenté en 2008.